# César Montaña
César Rolando Gerardo María de Covadonga Montaña García Álvarez de Ron Rodés és un escultor espanyol, nascut a A Veiga, Principat d'Astúries, el 3 d'octubre de 1928, i va morir a Madrid el 8 de febrer del 2000.

## Biografia
Va ser el tercer de nou germans. El seu pare, César Montaña y Álvarez de Ron, era enginyer industrial (que tenia un negoci familiar d'adobaments), però tenia una forta inclinació cap a la poesia, arribant a realitzar obres poètiques. També pot considerar dibuixant i matemàtic, la qual cosa li va permetre poder inculcar als seus fills l'amor per la lectura i el dibuix. La seva mare, Juana García Rodés, mexicana, nascuda en una família d'indians, va rebre profunda formació cultural i un gran amor a la música, que va transmetre als seus fills, que van tenir una àmplia i oberta visió de la vida.
Va estudiar batxillerat a A Veiga per passar més tard, a 1948 a Madrid, on va estudiar escultura a l'Escola de Belles Arts de San Fernando. Mentre estudia a la capital d'Espanya, la fàbrica d'adobaments fa fallida, i la família es trasllada a 1950 a Barcelona, el que el porta a decidir quedar-se a Madrid, perquè espera tenir millors oportunitats artístiques. Rep una beca de la Diputació d'Oviedo i realitza alguns retrats d'encàrrec, la qual cosa li permet independitzar-se econòmicament de la seva família. Dels cinc anys d'estudis a San Fernando, en els tres primers va obtenir el Premi d'Estat.
És en aquesta època quan coneix Eduardo Capa, que en aquell moment era professor a l'Escola. Neix una amistat i una llarga relació amb qui serà un dels principals fonedors d'Espanya.
Aquest escultor va estar molt preocupat per tenir una visió directa de com es trobava l'art en els països del seu entorn, la qual cosa el va portar a realitzar diversos viatges, destacant els realitzats a 1953, que van coincidir amb la finalització dels seus estudis, i el van portar a París i en 1955 a Roma, on va obtenir una beca per a l'Acadèmia d'Espanya a Roma, que li va permetre participar i guanyar en el Gran Premi de Roma en escultura.
L'any 1957 es casa per poders amb Elena Lehmann Chirino, que exercia com a professora de ballet, la qual va passar a ser protagonista de la seva obra en reiterades ocasions.
L'any 1958, neix Elena, la seva filla.
Durant els anys que va residir a Itàlia aprofita per realitzar una sèrie de viatges que marcaran la seva trajectòria artística i personal. Va recórrer Itàlia, va viatjar a Grècia (visitant l'Acròpoli i els grans santuaris). Va dur a terme un tercer viatge pels llocs on la Segona Guerra Mundial havia deixat la seva pitjor empremta: França, Bèlgica, Països Baixos, Alemanya i Àustria; prenent consciència de la destrucció que la guerra havia ocasionat a Europa.
Va tornar per instal·lar definitivament a Espanya el 1960, compaginant la tasca escultòrica amb la docència. Aquell mateix any neix la seva filla Anna, mentre que el seu fill César, posteriorment conegut com a César Strawberry, ho farà el 1964. Després de la seva jubilació a 1994, es dedica de ple a l'escultura ia la investigació, treballant materials humils, com el bambú o la cera, destacant la seva sèrie d'obres formades per "varetes" que l'emmarquen l'espai interior i alhora s'obren a l'espai circumdant.

## Activitat artística

### Exposicions individuals
- 1960

Galeria Schneider, Roma.
- 1962

Galeria Nebli, Madrid.
Galeria Schneider, Roma.
- 1963

Galeria Obra Cultural, Oviedo.
- 1965

Galeria Altamira, Gijón.
- 1968

Galeria Juan Martín, Mèxic.
- 1973

Museu d'Art Contemporani, Madrid.
Claustre de la Universitat d'Oviedo, Oviedo.
- 1974

Galeria Ponce, Madrid.
- 1976

Caixa d'Estalvis d'Osca, Osca.
- 1981

Sala Nicanor Piñole, Gijón.
Museu de Belles arts d'Astúries, Oviedo.
- 1990

Exposició homenatge (itinerant per Ḷḷuarca, Oviedo, Gijón, Avilés, Mieres i La Felguera).
Museu Juan Barjola, Gijón.
- 2007

P
òstuma. "César Montaña. Energia i sensibilitat en l'espai", Sala d'exposicions del Banco Herrero, Oviedo.

### Exposicions col·lectives i Premis
- 1954

"Exposició d'Art Universitari", Universitat d'Oviedo, Oviedo.
- 1955

"Homenatge a Evaristo Valle", Claustre de Sant Vicent, Oviedo.
"Homenatge a Lara", Cercle de Belles Arts, Madrid.
"Exposició dels pensionats de Roma", Reial Acadèmia de Belles Arts, Madrid.
- 1958

Palau d'Exposicions, Roma.
Mostra Degli Artisti Vincitori del Premi, Roma.
Museu d'Art Modern, Milà.
"Exposició Nacional de Belles Arts", Palau de Montjuïc, Barcelona.
"Christmas exhibition", O'Hara Gallery, Londres.
- 1960

"Exposició dels pensionats a Roma", Acadèmia Espanyola de Belles Arts, Roma.
"Exposició dels pensionat de l'Acadèmia d'Espanya a Roma. Pintors i escultors", Reial Col·legi d'Espanya, Bolonya, Itàlia.
"Exposició de les obres dels pensionats espanyols a Roma. Promoció 1955-1960. Bronze", Institut de Cultura Hispànica, Madrid.
- 1962

Rep el Premi Nacional d'Escultura amb l'obra Composició.<refr name=vivir/>
- 1963

"Exposició d'escultura a l'aire lliure", Fundació Rodríguez Acosta, Granada.
Art Espanyol a Mèxic.
- 1964

Cinquena Biennal d'Alexandria, Egipte.
"Participació espanyola a la Biennal d'Alexandria", Acadèmia de Belles Arts de Roma, Roma.
"Sis escultors", Sales de la Direcció General de Belles Arts, Madrid.
"Escultura espanyola contemporània", Fira Mundial, Nova York, EUA.
"Christmas exhibition", O'Hara Gallery, Londres.
- 1965

"Sis escultors", Galeria Llibres, Saragossa.
- 1966

"Sis escultors", Galeria Kreisler, Madrid.
"Escultura a l'aire lliure", Casa Americana, Madrid.
- 1967

"Sis escultors espanyols", Galeria NI, La Haia, Països Baixos.
"Exposició antològica d'artistes", Fundació Rodríguez Acosta, Granada.
"Christmas exhibition", O'Hara Gallery, Londres.
- 1968

"Set escultors", Galeria Theo, Madrid.
"Exposició antològica del Museu d'Art Contemporani de Madrid, Col·legi d'Arquitectes de Catalunya, Barcelona.
- 1969

"Quatre escultors espanyols", Galeria Kunstnerforbundet, Oslo, Noruega.
X Biennale de Middelheim, Anvers, Bèlgica.
II Biennal Internacional de l'Esport en les Belles Arts, Palau de Velázquez, Madrid.
- 1970

III Exposició Internacional del petit bronze. Escultors europeus, Museu d'Art Contemporani, Madrid.
Museu d'Art Contemporani, Madrid (Fundació Rodríguez Acosta).
II Exposició Nacional d'Escultura en metall, València.
- 1971

III Exposició espanyola d'art en metall, València.
- 1974

"Escultura a l'aire lliure", Nou Club de Golf, Madrid.
Galeria Ponce, Madrid.
Galeria Saskia Sothebys, Madrid.
"Mestres asturians", Galeria De Luis, Madrid.
- 1975

"Escultura petit forma i obra gràfica", Galeria Ponce, Madrid.
"Petites escultures de grans escultors", Banc de Granada, Granada.
"Escultors espanyols", Galeria Ruiz Castell, Madrid.
"75 anys d'escultura", Galeria Biosca, Madrid.
- 1976

Galeria Ponce, Madrid.
Galeria Tantra, Gijón.
"Sis escultors espanyols", Palau d'Exposicions i Congressos, Torremolinos, Màlaga.
- 1978

"Pintors i escultors en homenatge a Ramón Faraldo", Club Urbis, Madrid.
"Exposició antològica de l'Acadèmia Espanyola de Belles Arts a Roma 1873-1979", Palau Velázquez, Madrid.
- 1980

"Centenari Cercle de Belles Arts", Cercle de Belles Arts, Madrid.
"Exposició Premi Càceres d'Escultura", Diputació Provincial de Càceres.
- 1981

"Panorama 81 de l'Art Asturià", Cercle de Belles Arts, Madrid.
"Exposició-homenatge escultura espanyola contemporània en homenatge a Henry Moore, Facultat de Belles Arts; Madrid.
- 1982

"Premi Càceres d'escultura", Diputació Provincial de Càceres.
"Gravadors francesos i espanyols", Museu Espanyol d'Art Contemporani, Madrid.
"Mostra de pintors i escultors asturians", Museu Jovellanos, Gijón.
- 1983

"Exposició d'escultura contemporània", Fundació Bartolomé March, La Llotja, Palma.
"El flamenc en l'art actual. VIII Exposició monogràfica", Diputació de Cadis.
- 1984

"Homenatge a les Arts Plàstiques", Posada del Podro, Còrdova.
"La dona en l'art", Museu Espanyol d'Art Contemporani, Madrid.
- 1985

"Cinc escultors", Caixa d'Estalvis de Salamanca, Palència.
- 1986

"Escultura dels 80", V Biennal Nacional del Museu de Belles Arts d'Astúries, Oviedo.
- 1987

"Exposició homenatge a Rafael Rubio", Escola d'Arts Aplicades, Madrid.
- 1989

"25 artistes amb Creu Roja", Granada.
- 1990

"Art dels 60", Sala d'exposicions de la Comunitat de Madrid.
- 2001

Pòstuma. "Occident pròxim", itinerant per Oviedo, Avilés, Mieres i La Caritat.
- 2002

Pòstuma. "Confluències 2002", Edifici Històric de la Universitat d'Oviedo, Oviedo.
- 2007

Pòstuma. "César Montaña. Energia i sensibilitat en l'espai", Sala d'Exposicions del Banco Herrero, Oviedo.

### Obres Públiques
Monumento a los reyes pirenaicos, 1976, Parc de Joan XXIII, Osca.
Llama Olímpica, 1977, enfront del Palau dels Esports, Oviedo.
Venus Algálica, 1979/1983, Parc del Medal, A Veiga, Astúries.
Monumento a Pepín Fernández, s / f, Plaça del Carme, Madrid.

### Escultures en altres llocs públics
Herrero, 1973, jardins de l'Escola de Formació, Ciutat.

### Obres en Museus i altres institucions
César Muntanya té obres al Museu d'Art Contemporani de Madrid, a la Unió Panamericana de Washington o l'Acadèmia de Belles Arts de Roma. A més té obres al Museu Tiflològic de l'ONCE relacionades amb la música, art que va tenir un gran significat en la vida de César Muntanya, ja que la va considerar font d'inspiració.
Podem destacar de totes maneres la seva obra: 
Ícaro, 1970, bronze, estand Caixa d'Estalvis d'Astúries en la Fira Internacional de Mostres de Gijón.